# Liste der Naturdenkmale in Kleinsteinhausen
Die Liste der Naturdenkmale in Kleinsteinhausen nennt die im Gemeindegebiet von Kleinsteinhausen ausgewiesenen Naturdenkmale (Stand 23. Mai 2024).

## Naturdenkmale
| Nr.         | Bezeichnung                    | Lage                                     | Beschreibung | Bild                                    |
| ----------- | ------------------------------ | ---------------------------------------- | ------------ | --------------------------------------- |
| ND-7340-251 | Eiche an der Walshauser Straße | Walshauser Straße, Ecke Emmerer Weg Lage | Quercus sp.  | Direkt Bild zu diesem Denkmal hochladen |

## Ehemalige Naturdenkmale
| Nr. | Bezeichnung   | Lage                              | Beschreibung                             | Bild                                    |
| --- | ------------- | --------------------------------- | ---------------------------------------- | --------------------------------------- |
|     | Eiche         | Dusenbrücker Weg, bei Nr. 15 Lage | Quercus sp.; Rechtsverordnung aufgehoben | Direkt Bild zu diesem Denkmal hochladen |
|     | Schillerlinde | am südlichen Ortsausgang Lage     | Tilia sp.; Rechtsverordnung aufgehoben   | Direkt Bild zu diesem Denkmal hochladen |